# 권위에 호소하는 논증
권위에 의한 논증 (appeal from authority, authoritative argument, appeal to authority)는 명제가 참인 것을 입증하기 위해서, 그 권위를 제시하는 귀납적 추론의 하나이다. 통계를 이용한 통계적 삼단논법의 형태를 취하는 것이 많다. 권위가 그 주제에 관해서는 전문은 아니거나, 전문가의 사이에서도 그 주제에 관해서 의견이 일치하고 있지 않는 경우가 있어, 권위에 의한 논증은 때때로 오류가 된다. 따라서 권위에 의한 논증을 인용할 경우, 발언의 타당성을 명확히 인지해야 하며, 자신의 발언에 대한 뒷받침으로서 작용하는 것이 좋다.
권위에 의한 논증의 역은, 발언자의 권위의 결여 등을 이유로 그 주장을 거짓이라고 하는 인신 공격이다. 다만, 단지 권위가 말한 표명이 참이라고 주장하는 것 뿐이면 오류라고는 할 수 없다. 그것은 참일지도 모르지만, 단지 증명할 수 없거나, 권위에 돌아가는 것으로 참이라고 가정하고 있을 뿐이었던 경우, 그 가정 자체는 비평의 대상이 되어, 결과적으로 실제로는 실수가 판명되는 일이 있다. 권위의 표명과 상반되는 비평을 할 때, 그 표명을 권위가 했다는 사실은, 비평을 무시하는 논증은 될 수 없다.

## 형식
권위에 의한 논증에는, 2종류의 기본적 형식이 있다. 권위의 전문 지식이 보다 적절할수록, 그 논증에는 주목하지 않을 수 없다. 그러나, 권위는 절대는 아니기 때문에, 그 권위가 무류라 단언하는 '권위에 의한 논증'은 오류이다.
제1의 형식은, 발언자 당사자는 그 분야의 권위는 아니지만, 자신의 주장이 그 분야의 권위의 주장과 같다고 지적하는 형식이다. 예를 들면, '아서 C. 클라크는 하루에 3회 치실을 할 필요가 있다는 리포트를 공표했다'라는 문장이 있어도, 아서 C. 클럭은 치과의 전문가는 아니기 때문에, 많은 사람에게 덴틀 플로스의 필요성을 납득시킬 수 없을 것이다. 추천문을 이용한 광고는, 이러한 논리적 오류를 수반하고 있는 것이 많다. 예를 들면, 스포츠 선수나 배우가 손목시계나 향수에 붙어 일반인보다 전문 지식을 가지는 것은 별로 없다고 생각되지만, 그들이 특정 브랜드의 손목시계나 향수를 추천하는 것은, 광고로서 매우 가치가 있다.
제2의 형식은, 적절한 분야의 권위를 인용하는 것으로, 보다 주체적인 한 편 인식적 중량감을 가진다. 어느 분야의 권위로 여겨지는 사람은 평균적인 사람보다 그 분야에서의 경험이나 지식이 풍부하다고 생각할 수 있어 그 의견은 일반인보다 올바르다고 인식되는 것이 많다. 자동차 수리 등의 실용적 테마에서는, 경험 풍부한 자동차 수리공은 일반인보다 훨씬 더 신용될 것이다. 전문가와 동일한 정도의 경험·지식·스킬을 스스로 습득하지 못하고, 전문가를 신뢰하지 않을 수 없는 상황은 많이 있다. 외과의를 신용하기 위해서, 외과 지식의 상세를 모두 알 필요는 없다. 그러나, 전문가가 잘못되어 있는 일도 있을 수 있으므로, 그 전문 지식이 주장의 타당성을 보증한다고는 할 수 없다.
수학에서는, 제2의 형식에서 발언자 자신이 권위였을 경우, 야유를 담아 "proof by tenure" (종신 재직권에 의한 증명) 등이라고 부르는 일이 있다.

### 논리적 오류로서의 '권위에 의한 논증'
오류로 여겨지는 '권위에 의한 논증'은 이하와 같은 형식을 기본으로 한다.
1. A가 B라고 주장한다.
2. A에 관해서 어떠한 적극적인 면이 있다.
3. 따라서, B라는 주장은 참이다.

첫번째의 주장은 '사실의 주장'이며, 논의의 중심이 된다. 3번째는 '추론에 의한 주장'이며, 추론 프로세스를 나타내고 있다. '추론에 의한 주장'은 명시적인 경우와 암묵적인 경우가 있다. 반대로 A에 대한 네가티브인 면을 근거로서 '추론에 의한 주장'을 실시하는 경우를 인신 공격이라고 부른다.

## [3]예
- 아리스토텔레스의 철학적 신념을 근거로 한다. '아리스토텔레스가 그렇게 말한 것이라면, 그렇다'
- 예수 그리스도, 무함마드, 그 외의 종교의 개조를 철학적 근거로 한다. '(그 종교의 개조가) 그렇게 말한 것이라면, 그렇다'라는 주장은, 그 인물의 신성성, 나아가서는 무오라는 신념에 근거하고 있다.
- 신성한 텍스트를 근거로 한다. '(그 텍스트가) 그렇게 말하고 있다면, 그렇다' 앞의 예와 같이, 신성한 텍스트가 무오라는 신념에 근거하고 있다.
- 유명한 인물의 말을 인용한다. '알렉산더 포프가 말한 것처럼, 애국심은 악당의 마지막 의지다'라고 했을 경우, 애국주의는 항상 악이라는 의미를 은근히 포함하고 있다.
- 선생님이나 부모님에게 배운 것을 근거로 한다. '선생님이 그렇게 말했으니까, 그것이 틀림 없다'
- 직업적 전문 지식을 가지는 것을 근거로 한다. '이 의사는 00이라는 아스피린을 추천하고 있다', '은행가는 급료의 6개월 만큼을 저금하는 것을 추천하고 있다'

어느 논증이 권위에 의한 논증이었다고 해도, 그것이 참이 아니라는 것으로는 되지 않고, 믿는 것에 적합하지 않은 것도 아니다. 단지 권위가 그처럼 주장하고 있다고 하는 것만으로는, 그 귀결이 참인 것은 보증할 수 없는 것 뿐이다 (진리를 참조). 이상적이게는, 명제 (혹은 명제를 서포트하는 논증)가 참이기 때문에 권위도 그것을 참이라고 믿는 것이며, 그 역은 아니다. 권위에 의한 논증은, 따라서 원인과 결과를 혼동하고 있다. 엄밀한 진리는 복잡한 주제인 것에 주의가 필요하다.

## 논의
가장 존경받은 고대 그리스의 철학자의 1명으로서 피타고라스가 있다. 그의 제자는, 스승의 말을 그들의 표명의 근거로 하는 습관으로 알려져 있어 그것을  α□τ□□□φη (autos ephe) 또는 "he himself hath said it"라고 표현했다. 이 풍습은 후의 철학자나 성직자에게도 계승해졌다. 스콜라 철학의 영향이 있었기 때문에, 표현은라틴어로 번역되어 ipse dixit가 되었다.
12세기부터 15세기에 걸친 중세서, 아리스토텔레스의 철학은 교양의 기반이 되어, 논의에서는 아리스토텔레스의 신념을 활용하는 것이 중요시되었다. 중세 후기의 철학에서는 아리스토텔레스를 중심이라고 생각되고 있었기 때문에, 그는 라틴어로 Ille Philosophus (정관사 첨부의 철학자)로 불려 아리스토텔레스의 인용이 ipse dixit로 불리게 되었다. 이 경우, 아리스토텔레스는 철학에서의 권위의 예이지만, 철학은 직접적 증거가 발견되기 어려운 분야이며, 그 때문에 아리스토텔레스의 말에는 중량감은 있어도 절대적인 말은 아니다. 한 편, 천문학자는 천문학의 지식이 풍부하고, 예를 들면 혹성의 존재를 직접적 증거로 증명할 수 있는 입장에 있으므로, 모든 천문학자가 해왕성이 존재한다고 믿고 있는 것이 해왕성의 존재 증명으로서 일한다고 하는 논증은 보다 주목하지 않고서는 견딜 수 없다. 다만, '천문학자가 믿고 있기 때문에'보다 직접적 증거로부터 논증하는 것이 당연히 바람직하다.
권위주의적 윤리학은 메타 윤리학적 이론이며, 신이나 법 등의 권위로부터 윤리적 지식을 획득한다. 군중에 호소하는 오류는 권위에 의한 논증의 특수 경우이며, 이 경우의 권위는 여론이다.
'왜냐하면 내가 그렇게 말했기 때문에'적인 논증은, 권위에 의한 논증 중에서도 논리적 오류이다. 이러한 주장이 권위 (특히 부모)에 의해서 될 때, 논증은 자동적으로 타당하다고 가정된다. 다만, 부모가 이러한 말투를 해서는 안된다든가, 아이가 그러한 부모의 말에 따라야 한다는 것은 아니다. '왜냐하면 내가 그렇게 말했기 때문에'는 '당신이 알도록 이유를 설명하려면, 너무 복잡하고 길어지기 때문에'를 단축한 것이라고 볼 수도 있는 경우도 있지만, 이것은 논리로서는 문제가 있다. 그러나, 결론이 잘못되어 있을지와는 무관계하다.

## 권위에 호소하지 않는 인식론
범비판적 합리주의로 불리는 철학에서는, 모든 권위·증명·반박·변명을 부정해 배제한다. 그리고 모든 것을 비판의 대상으로 해, 비판의 대상에는 관찰 (즉, 'X가 직접 관찰되었으니까, X는 실로 틀림 없다'라는 추론도 비판 대상이 된다), 논리, 비판 그 자체가 포함된다. 범비판적 합리주의자는 '권위에 의한 논증'을 필요로 하지 않고, 상대주의에도 독단 주의에도 물들지 않기 때문에, 그 입장은 완전성을 가진다.

## 같이 보기
- 오류
- 판례
- 아카데믹 마케팅
- 비판적 사고